# Аргас
Аргас (лат. Argas) — род клещей, один из нескольких (число варьирует от 4 до 10) родов семейства аргасовые. Насчитывает несколько десятков видов. Наиболее известным представителем рода является аргас персидский (Argas persicus) — прославленный за свою ядовитость преувеличенными рассказами средневековых европейских путешественников в Иран (Персию).
Argas brumpti — один из долгожителей среди членистоногих, и самый долгоживущий клещ — в лабораторных условиях под присмотром Дж. Шеперда самки прожили 27 лет, причём 8 лет голодали.

## Описание
Род характеризуется наличием щитовидной, спереди суженной формой тела и коротким, помещенным на брюшной стороне, хоботком.

## Среда обитания
В Средней Азии, Персии и Египте местом обитания Argas persicus являются человеческие жилища, что делает его образ жизни схожим с европейским постельным клопом. Другой хорошо изученный вид Argas reflexus обитает в Европе, где живет на голубях, но нападает также при случае и на человека. В других странах существуют виды этого же рода, живущие на свиньях, на рогатом скоте, на курах и других животных и птицах.

## Виды
- Argas abdussalami Hoogstraal & McCarthy, 1965
- Argas acinus Whittick, 1938
- Argas africolumbae Hoogstraal, Kaiser, Walker, Ledger, Converse & Rice, 1975
- Argas arboreus Kaiser, Hoogstraal & Kohls, 1964
- Argas assimilis Teng & Song, 1983
- Argas beijingensis Teng, 1983
- Argas beklemischevi Поспелова-Штром, Васильева и Семашко, 1963
- Argas brevipes Banks, 1908
- Argas brumpti Neumann, 1907
- Argas bureschi Dryenski, 1957
- Argas canestrinii Birula, 1895
- Argas cooleyi Kohls & Hoogstraal, 1960
- Argas cooleyi McIvor, 1941
- Argas cucumerinus Neumann, 1901
- Argas dalei Clifford, Keirans, Hoogstraal & Corwin, 1976
- Argas delanoei Roubaud & Colas-Belcour, 1931
- Argas dulus Keirans, Clifford & Capriles, 1971
- Argas eboris Theiler, 1959
- Argas echinops Hoogstraal, Uilenberg & Blanc, 1967
- Argas falco Kaiser & Hoogstraal, 1974
- Argas foleyi Parrot, 1928
- Argas giganteus Kohls & Clifford, 1968
- Argas gilcolladoi Estrada-Peña, Lucientes & Sánchez, 1987
- Argas hermanni Audouin, 1827
- Argas himalayensis Hoogstraal & Kaiser, 1973
- Argas hoogstraali Morel & Vassiliades, 1965
- Argas japonicus Yamaguti, Clifford & Tipton, 1968
- Argas keiransi Estrada-Peña, Venzal & González-Acuña, 2003
- Argas lagenoplastis Froggatt, 1906
- Argas lahorensis Neumann, 1908
- Argas latus Filippova, 1961
- Argas lowryae Kaiser & Hoogstraal, 1975
- Argas macrostigmatus Filippova, 1961
- Argas magnus Neumann, 1896
- Argas miniatus Koch, 1844
- Argas monachus Keirans, Radovsky & Clifford, 1973
- Argas monolakensis Schwan, Corwin & Brown, 1992
- Argas moreli Keirans, Hoogstraal & Clifford, 1979
- Argas neghmei Kohls & Hoogstraal, 1961
- Argas nullarborensis Hoogstraal & Kaiser, 1973
- Argas peringueyi Bedford & Hewitt, 1925
- Argas persicus Oken, 1818
- Argas peusi Schulze, 1943
- Argas polonicus Siuda, Hoogstraal, Clifford & Wassef, 1979
- Argas radiatus Railliet, 1893
- Argas reflexus Fabricius, 1794
- Argas ricei Hoogstraal, Kaiser, Clifford & Keirans, 1975
- Argas robertsi Hoogstraal, Kaiser & Kohls, 1968
- Argas sanchezi Dugès, 1887
- Argas streptopelia Kaiser, Hoogstraal & Horner, 1970
- Argas striatus Bedford, 1932
- Argas theilerae Hoogstraal & Kaiser, 1970
- Argas transgariepinus White, 1846
- Argas tridentatus Филиппова 1961
- Argas vansomereni Keirans, Hoogstraal & Clifford, 1977
- Argas vulgaris Филиппова, 1961
- Argas walkerae Kaiser & Hoogstraal, 1969
- Argas zumpti Hoogstraal, Kaiser & Kohls, 1968